# Tarenna gracilipes
Tarenna gracilipes là một loài thực vật có hoa trong họ Thiến thảo. Loài này được (Hayata) Ohwi miêu tả khoa học đầu tiên năm 1934.